# Saison 7 de RuPaul's Drag Race
La septième saison de RuPaul's Drag Race est diffusée pour la première fois du 2 mars 2015 au 1er juin 2015 sur Logo TV aux États-Unis, puis sur WOW Presents Plus à l'international.
Le 17 février 2014, l'émission est renouvelée pour sa septième saison. Le casting est composé de quatorze candidates et est annoncé le 7 décembre 2014 lors des NewNowNext Awards.
La gagnante de la saison reçoit un an d'approvisionnement de maquillage chez Anastasia Beverly Hills et 100 000 dollars.
La gagnante de la septième saison de RuPaul's Drag Race est Violet Chachki, avec Ginger Minj et Pearl comme secondes.

## Candidates
| Candidate            | Âge | Résidence                   | Classement |
| -------------------- | --- | --------------------------- | ---------- |
| Violet Chachki       | 22  | Atlanta, Géorgie            | Gagnante   |
| Ginger Minj          | 29  | Orlando, Floride            | Secondes   |
| Pearl                | 23  | New York, État de New York  | Secondes   |
| Kennedy Davenport    | 33  | Dallas, Texas               | 4e place   |
| Katya                | 32  | Boston, Massachusetts       | 5e place   |
| Trixie Mattel        | 24  | Milwaukee, Wisconsin        | 6e place   |
| Miss Fame            | 29  | New York, État de New York  | 7e place   |
| Jaidynn Diore Fierce | 25  | Nashville, Tennessee        | 8e place   |
| Max                  | 22  | Hudson, Wisconsin           | 9e place   |
| Kandy Ho             | 28  | Cayey, Porto Rico           | 10e place  |
| Mrs. Kasha Davis     | 43  | Rochester, État de New York | 11e place  |
| Jasmine Masters      | 37  | Los Angeles, Californie     | 12e place  |
| Sasha Belle          | 28  | Iowa City, Iowa             | 13e place  |
| Tempest DuJour       | 46  | Tucson, Arizona             | 14e place  |

## Progression des candidates
|                      | Épisode | Épisode | Épisode | Épisode | Épisode | Épisode | Épisode | Épisode | Épisode | Épisode | Épisode | Épisode | Épisode        |
| 1                    | 2       | 3       | 4       | 5       | 6       | 7       | 8       | 9       | 10      | 11      | 12      | 14      |                |
| -------------------- | ------- | ------- | ------- | ------- | ------- | ------- | ------- | ------- | ------- | ------- | ------- | ------- | -------------- |
| Violet Chachki       | WIN     | HIGH    | SAFE    | SAFE    | LOW     | SAFE    | SAFE    | HIGH    | LOW     | WIN     | WIN     | SAFE    | GAGNANTE       |
| Ginger Minj          | SAFE    | WIN     | HIGH    | SAFE    | SAFE    | HIGH    | WIN     | BTM2    | WIN     | BTM2    | HIGH    | SAFE    | SECONDE        |
| Pearl                | SAFE    | SAFE    | LOW     | BTM2    | WIN     | SAFE    | SAFE    | WIN     | BTM2    | SAFE    | HIGH    | SAFE    | SECONDE        |
| Kennedy Davenport    | HIGH    | SAFE    | BTM2    | WIN     | HIGH    | HIGH    | WIN     | SAFE    | HIGH    | SAFE    | BTM2    | ELIM    | INVITÉE        |
| Katya                | SAFE    | BTM2    | SAFE    | HIGH    | SAFE    | WIN     | HIGH    | HIGH    | HIGH    | WIN     | ELIM    |         | MISS SYMPATHIE |
| Trixie Mattel        | SAFE    | SAFE    | HIGH    | ELIM    |         |         |         | IN      | SAFE    | ELIM    |         |         | INVITÉE        |
| Miss Fame            | HIGH    | LOW     | HIGH    | SAFE    | SAFE    | LOW     | LOW     | LOW     | ELIM    |         |         |         | INVITÉE        |
| Jaidynn Diore Fierce | SAFE    | SAFE    | HIGH    | HIGH    | HIGH    | BTM2    | BTM2    | ELIM    |         |         |         |         | INVITÉE        |
| Max                  | SAFE    | SAFE    | WIN     | SAFE    | WIN     | SAFE    | ELIM    | OUT     |         |         |         |         | INVITÉE        |
| Kandy Ho             | BTM2    | SAFE    | SAFE    | LOW     | BTM2    | ELIM    |         | OUT     |         |         |         |         | INVITÉE        |
| Mrs. Kasha Davis     | SAFE    | HIGH    | HIGH    | SAFE    | ELIM    |         |         | OUT     |         |         |         |         | INVITÉE        |
| Jasmine Masters      | LOW     | SAFE    | ELIM    |         |         |         |         | OUT     |         |         |         |         | INVITÉE        |
| Sasha Belle          | LOW     | ELIM    |         |         |         |         |         | OUT     |         |         |         |         | INVITÉE        |
| Tempest DuJour       | ELIM    |         |         |         |         |         |         | OUT     |         |         |         |         | INVITÉE        |

 La candidate a remporté la saison.
 La candidate a fini seconde.
 La candidate a été élue Miss Congeniality.
 La candidate a gagné le défi.
 La candidate a reçu des critiques positives et a été déclarée sauve.
 La candidate a été déclarée sauve.
 La candidate a reçu des critiques négatives et a été déclarée sauve.
 La candidate a été en danger d'élimination.
 La candidate a été éliminée.
 La candidate a réintégré la compétition.
 La candidate n'a pas réintégré la compétition.

## Lip-syncs
| Épisode | Candidate                                                      | vs.                                                            | Candidate                                                      | Chanson                 | Artiste                    | Candidate éliminée   |
| ------- | -------------------------------------------------------------- | -------------------------------------------------------------- | -------------------------------------------------------------- | ----------------------- | -------------------------- | -------------------- |
| 1       | Kandy Ho                                                       | vs.                                                            | Tempest DuJour                                                 | Geronimo                | RuPaul ft. Lucian Piane    | Tempest DuJour       |
| 2       | Katya                                                          | vs.                                                            | Sasha Belle                                                    | Twist of Fate           | Olivia Newton-John         | Sasha Belle          |
| 3       | Jasmine Masters                                                | vs.                                                            | Kennedy Davenport                                              | I Was Gonna Cancel      | Kylie Minogue              | Jasmine Masters      |
| 4       | Pearl                                                          | vs.                                                            | Trixie Mattel                                                  | Dreaming                | Blondie                    | Trixie Mattel        |
| 5       | Kandy Ho                                                       | vs.                                                            | Mrs. Kasha Davis                                               | Lovergirl               | Teena Marie                | Mrs. Kasha Davis     |
| 6       | Jaidynn Diore Fierce                                           | vs.                                                            | Kandy Ho                                                       | Break Free              | Ariana Grande ft. Zedd     | Kandy Ho             |
| 7       | Jaidynn Diore Fierce                                           | vs.                                                            | Max                                                            | No More Lies            | Michel'le                  | Max                  |
| 8       | Ginger Minj                                                    | vs.                                                            | Jaidynn Diore Fierce                                           | I Think We're Alone Now | Tiffany                    | Jaidynn Diore Fierce |
| 9       | Miss Fame                                                      | vs.                                                            | Pearl                                                          | Really Don't Care       | Demi Lovato ft. Cher Lloyd | Miss Fame            |
| 10      | Ginger Minj                                                    | vs.                                                            | Trixie Mattel                                                  | Show Me Love            | Robin S.                   | Trixie Mattel        |
| 11      | Katya                                                          | vs.                                                            | Kennedy Davenport                                              | Roar                    | Katy Perry                 | Katya                |
| 12      | Ginger Minj vs. Kennedy Davenport vs. Pearl vs. Violet Chachki | Ginger Minj vs. Kennedy Davenport vs. Pearl vs. Violet Chachki | Ginger Minj vs. Kennedy Davenport vs. Pearl vs. Violet Chachki | Born Naked              | RuPaul                     | Kennedy Davenport    |

 La candidate a été éliminée après sa première fois en danger d'élimination.
 La candidate a été éliminée après sa deuxième fois en danger d'élimination.
 La candidate a été éliminée après sa troisième fois en danger d'élimination.
 La candidate a été éliminée lors du lip-sync final.

## Juges invités
La liste des juges invités de la septième saison de RuPaul's Drag Race est dévoilée le 28 janvier 2015. Cités par ordre d'apparition :
- Kathy Griffin, actrice américaine ;
- Olivia Newton-John, actrice et chanteuse anglo-australienne ;
- Jordin Sparks, chanteuse et actrice américaine ;
- Mel B, chanteuse et actrice britannique ;
- Kat Dennings, actrice américaine ;
- Jessica Alba, actrice américaine ;
- Lucian Piane, compositeur américain ;
- Isaac Mizrahi, styliste américain ;
- Merle Ginsberg, journaliste américaine ;
- Ariana Grande, chanteuse et actrice américaine ;
- Tamar Braxton, chanteuse et danseuse américaine ;
- Michael Urie, acteur américain ;
- LeAnn Rimes, chanteuse et actrice américaine ;
- Nelsan Ellis, acteur américain ;
- Demi Lovato, actrice et chanteuse américaine ;
- John Waters, réalisateur américain ;
- Alyssa Milano, actrice américaine ;
- Rachael Harris, actrice américaine ;
- Santino Rice, styliste américain ;
- Rebecca Romijn, actrice et mannequin américaine.

### Invités spéciaux
Certains invités apparaissent lors des épisodes, mais ne font pas partie du panel de jurés.
Épisode 1
- Alaska, drag queen américaine ;
- Mathu Andersen, photographe et maquilleur américain ;
- Magnus Hastings, photographe américain.

Épisode 2
- Jamal Sims, chorégraphe américain ;
- Moby, musicien américain.

Épisode 5
- Kathy Griffin, actrice américaine.

Épisode 7
- Bianca Del Rio, drag queen américaine.

Épisode 8
- Latrice Royale, drag queen américaine.

Épisode 10
- Kym Herjavec, danseuse australienne.

Épisode 12
- Candis Cayne, actrice américaine.

Épisode 14
- Alaska, drag queen américaine ;
- BenDeLaCreme, drag queen américaine ;
- Bianca Del Rio, drag queen américaine ;
- Delta Work, drag queen américaine ;
- Gia Gunn, drag queen américaine ;
- Latrice Royale, drag queen américaine ;
- Patti LaBelle, chanteuse américaine.

## Épisodes
| Équipe    | Équipe 1 | Équipe 1 | Équipe 1  | Équipe 1 | Équipe 1      | Équipe 1       | Équipe 2    | Équipe 2        | Équipe 2             | Équipe 2 | Équipe 2          | Équipe 2         | Équipe 2    |
| --------- | -------- | -------- | --------- | -------- | ------------- | -------------- | ----------- | --------------- | -------------------- | -------- | ----------------- | ---------------- | ----------- |
| Candidate | Katya    | Max      | Miss Fame | Pearl    | Trixie Mattel | Violet Chachki | Ginger Minj | Jasmine Masters | Jaidynn Diore Fierce | Kandy Ho | Kennedy Davenport | Mrs. Kasha Davis | Sasha Belle |

| Pièce     | Romy and Juliet | Romy and Juliet      | Romy and Juliet  | Romy and Juliet | Romy and Juliet  | Romy and Juliet | Macbitch                | Macbitch     | Macbitch      | Macbitch          | Macbitch      | Macbitch       |
| --------- | --------------- | -------------------- | ---------------- | --------------- | ---------------- | --------------- | ----------------------- | ------------ | ------------- | ----------------- | ------------- | -------------- |
| Candidate | Ginger Minj     | Jaidynn Diore Fierce | Max              | Miss Fame       | Mrs. Kasha Davis | Trixie Mattel   | Jasmine Masters         | Kandy Ho     | Katya         | Kennedy Davenport | Pearl         | Violet Chachki |
| Rôle      | Romy Montague   | Mercutia             | Juliette Capulet | Comtesse Pâris  | Lady Cappuccino  | La narratrice   | LaQuisha Kiana Macbitch | Une sorcière | Mary Macbitch | Hécate            | La narratrice | Lady Macbitch  |

| Chanson   | Sissy That Walk      | Sissy That Walk | Sissy That Walk | Let The Music Play | Let The Music Play | Let The Music Play | Let The Music Play | Dance With U | Dance With U | Dance With U | Dance With U  |
| --------- | -------------------- | --------------- | --------------- | ------------------ | ------------------ | ------------------ | ------------------ | ------------ | ------------ | ------------ | ------------- |
| Candidate | Jaidynn Diore Fierce | Max             | Violet Chachki  | Ginger Minj        | Kandy Ho           | Kennedy Davenport  | Mrs. Kasha Davis   | Katya        | Miss Fame    | Pearl        | Trixie Mattel |

| Segment   | Présentatrices | Présentatrices   | Sexy, Sexy Drag Queen | Sexy, Sexy Drag Queen | Most Busted Queen | Most Busted Queen | Shadiest Queen | Shadiest Queen | Meatiest Tuck | Meatiest Tuck  |
| --------- | -------------- | ---------------- | --------------------- | --------------------- | ----------------- | ----------------- | -------------- | -------------- | ------------- | -------------- |
| Candidate | Katya          | Mrs. Kasha Davis | Jaidynn Diore Fierce  | Kennedy Davenport     | Max               | Pearl             | Ginger Minj    | Kandy Ho       | Miss Fame     | Violet Chachki |

| Point de vue | Merle Ginsberg | Merle Ginsberg | Merle Ginsberg    | Michelle Visage | Michelle Visage | Michelle Visage | RuPaul               | RuPaul    | RuPaul |
| ------------ | -------------- | -------------- | ----------------- | --------------- | --------------- | --------------- | -------------------- | --------- | ------ |
| Candidate    | Ginger Minj    | Katya          | Kennedy Davenport | Kandy Ho        | Max             | Violet Chachki  | Jaidynn Diore Fierce | Miss Fame | Pearl  |

| Candidate  | Ginger Minj | Katya      | Kennedy Davenport | Jaidynn Diore Fierce | Max            | Miss Fame         | Pearl         | Violet Chachki |
| Personnage | Adele       | Suze Orman | Little Richard    | Raven-Symoné         | Sharon Needles | Donatella Versace | Angela Raiola | Alyssa Edwards |

| Candidate en lice  | Ginger MInj | Katya            | Kennedy Davenport | Jaidynn Diore Fierce | Miss Fame | Pearl         | Violet Chachki |
| Candidate éliminée | Sasha Belle | Mrs. Kasha Davis | Jasmine Masters   | Tempest DuJour       | Kandy Ho  | Trixie Mattel | Max            |

| Parodie   | Eggs        | Eggs          | Cha Cha Heels | Cha Cha Heels     | Poo       | Poo   | Poo            |
| --------- | ----------- | ------------- | ------------- | ----------------- | --------- | ----- | -------------- |
| Candidate | Ginger Minj | Trixie Mattel | Katya         | Kennedy Davenport | Miss Fame | Pearl | Violet Chachki |

| Candidate | Katya           | Violet Chachki  | Kennedy Davenport  | Pearl              | Ginger Minj                 | Trixie Mattel               |
| Danses    | Tango & Voguing | Tango & Voguing | Charleston & Twerk | Charleston & Twerk | Country dance & Robot dance | Country dance & Robot dance |

| Candidate finaliste     | Ginger Minj      | Pearl         | Violet Chachki     |
| ----------------------- | ---------------- | ------------- | ------------------ |
| Victoire(s)             | 3                | 2             | 3                  |
| Épisode(s)              | Épisodes 2, 7, 9 | Épisodes 5, 8 | Épisodes 1, 10, 11 |
| Risque(s) d'élimination | 2                | 2             | 0                  |
| Épisode(s)              | Épisodes 8, 10   | Épisodes 4, 9 | —                  |